# 八塩圭子
八塩 圭子（やしお けいこ、1969年〈昭和44年〉9月12日 - ）は、日本のフリーアナウンサー、元テレビ東京アナウンサー、東洋学園大学教授である。株式会社シグマ・セブンフェイスに所属する。

## 人物
東京都渋谷区出身で、東京都立青山高等学校を経て上智大学法学部法律学科を卒業し、法政大学大学院社会科学研究科経営学専攻修士課程を修了した。身長は163cmで、夫はスポーツジャーナリストの金子達仁である。
テレビ東京でアナウンサーとして『出没!アド街ック天国』で愛川欽也と共演し、『ニュース日経夕刊』や『株式ワイドオープニングベル』などニュース・経済番組も担当した。

### 経歴
大学卒業後の1993年（平成5年）4月にテレビ東京へ一般職として入社し、入社1年目は報道局の経済部で記者を務めた。同期にアナウンス職採用の大浜平太郎がいる。1994年（平成6年）にアナウンス室へ異動して多数の番組に出演する。1994年にアナウンス職で採用された小島秀公はアナウンサーの同期に当たる。
2003年（平成15年）6月にテレビ東京を退社してフリーランスとなり、10月から2008年（平成20年）3月まで『めざましどようび』（フジテレビ）の初代総合司会を務めた。
2003年（平成15年）6月に法政大学大学院で修士（経営学）を修得した。2006年（平成18年）に関西学院大学商学部の助教授（途中で准教授に職名変更）に就任して2009年（平成21年）3月まで務めた。4月に学習院大学経済学部経営学科の特別客員教授に就任し、2012年（平成24年）9月に出産準備のため退任して2014年（平成26年）4月に復任した。2016年（平成28年）4月に東洋学園大学現代経営学部准教授に就任した。
2012年（平成24年）から一般社団法人社会的包摂サポートセンター「よりそいホットライン」のキャンペーンキャラクターを務めた。
2019年4月1日に、スペースクラフト・エンタテインメントからシグマ・セブングループのシグマ・セブンフェイスへ移籍した。
2021年4月、東洋学園大学現代経営学部教授に就任。

### 私生活
2002年（平成14年）10月スポーツジャーナリストの金子達仁と結婚し、2012年10月9日に都内の病院で、第1子で2,808グラムの男児を帝王切開により出産した。
高校時代から音楽バンド 『BOØWY』の熱狂的なファンである。アーティスティックスイミングの練習経験がある。

## フリー転身後の出演番組

### テレビ
- いつでも笑みを!（2003年9月27日、フジテレビ） いよいよ来週スタート「めざましどようび」総合司会・八塩圭子&フジテレビ伊藤アナ
- めざましどようび（2003年10月 - 2008年3月、フジテレビ）初代総合司会
- 世界ウルルン滞在記（TBSテレビ）
  - 「フランス ジャムの妖精に…松尾敏伸が出会った」（2004年7月18日）
  - 「台湾のチャンクー祭りに…石丸謙二郎が出会った」（2004年10月24日）
- 100年の衝撃映像スペシャル～あなたを襲う巨大災害 （2004年9月6日、テレビ東京）三宅裕司と二人で司会
- クイズ!ヘキサゴン（2004年9月15日、フジテレビ）めざましファミリーキャスター対決！で高樹千佳子・大塚範一・杉崎美香・小林麻央・伊藤利尋と対決して優勝
- 假屋崎省吾の「リング」徹底解剖 ～“ニーベルングの指輪”の魅力（2005年7月18日、テレビ東京）
- ネプリーグ（2005年6月13日・2007年7月16日、フジテレビ）
- 絶景!韓国江陵の旅～5つの月を探して（2005年5月3日、テレビ東京）
- ごきげんよう（2005年9月22日・23日・26日、フジテレビ）
- ラウンジふぇみ（2006年3月27日・4月30日、NHK総合テレビ）
- 最終電車2006心の旅（2006年12月28日、毎日放送） 財津和夫と近江鉄道本線の貴生川行き最終電車内でトーク
- Qさま!!秋の3時間SP（2007年10月1日、テレビ朝日）
- 熱血!平成教育学院 元アナウンサーSP（2007年12月16日、フジテレビ）
- 笑福亭鶴瓶×めざまし はぴじゃぱ～モーレツ社長笑いまショーSP 完結編（2007年12月26日、フジテレビ）
- ペット相談（2008年1月14日・15日・16日、NHK-BS2） 大桃美代子とトーク
- 2007年度検定（2008年3月23日、フジテレビ）
- 週刊ブックレビュー（2008年5月17日、NHK-BS2）
- 楽しく学べる新教養バラエティ 全国一斉!日本人テスト （フジテレビ、2008年6月19日・8月7日）
- ピンポン!（TBSテレビ）
  - 2008年7月 - 9月：隔週火曜日コメンテーター
  - 2008年10月 - 2009年3月：火曜日コメンテーター
- ざっくりマンデー!!「ざっくり分かる!山手線のヒミツ」（2008年12月15日、TBSテレビ）
- サプライズ「えなりが行く!」元女子アナのカリスマ芸能人主婦八塩圭子さんの超豪邸大公開 （2009年7月1日・8日、日本テレビ）
- SmaSTATION!!「女性が輝く!オススメ資格ランキング ベスト20」第19位・利き酒師 （2009年7月4日、テレビ朝日）
- バニラ気分（2009年8月1日、フジテレビ） 松本志のぶ・久保純子と3人でトーク
- 関根勤のゴルフギア馬鹿一代（2009年9月23日、テレビ東京）
- メレンゲの気持ち（2009年10月10日、日本テレビ） ビューティフルライフのコーナー
- ネプリーグ 2時間SP ネプ大リーグ（2009年10月12日、フジテレビ）
- 暮らしのレシピ（2009年11月7日・14日・21日・28日、TBSテレビ）
- ステキOL研究所〜女子力UP大作戦（2009年12月19日、テレビ東京）
- イブニングワイド（2009年10月23日 - 2010年3月26日、TBSテレビ）金曜コメンテーター
- ベンチャー必勝の法則（2006年6月12日 - 2010年6月17日、BSジャパン）
- みのもんたの朝ズバッ!（TBSテレビ）
  - 2010年8月19日・9月2日・13日・30日・12月23日・2011年1月17日・24日・2月14日・21日・28日・3月14日：コメンテーター
  - 2011年4月4日 - 2012年8月28日：月曜コメンテーター
  - 2013年3月18日・2013年4月19日 - 11月1日：隔週金曜コメンテーター
- ウェークアップ!ぷらす（2010年12月4日・2011年1月29日・3月5日・2015年5月23日・7月4日・10月10日、読売テレビ）コメンテーター
- 近代中国に君臨した女たち（NHK BSプレミアム）
  - 第1回「西太后」（2011年5月23日）
  - 第3回「宋慶齢」（2011年5月25日）
- ニッポンの極論（2011年9月29日、フジテレビ）
- ニッポンの極論 日本を救うまさかの新常識（2012年1月8日、フジテレビ）
- Billboard JAPAN Music Awards2011（2012年3月3日、テレビ東京）
- 知りたがり!（2012年7月24日・8月7日・16日・30日、フジテレビ）知りたがりすと[1]
- 報道の日2012 第二部 テレビ60年あの時の真実〜重大ニュース同時進行ドキュメント（2012年12月30日、TBSテレビ）
- 新報道2001（2013年6月23日、フジテレビ）
- レシピ・アン（2013年6月26日・7月3日、BSフジ）
- くりぃむクイズ ミラクル9 2時間SP（2013年8月7日、テレビ朝日）
- 朝ズバッ!（2013年11月15日 - 2014年3月28日、TBSテレビ）隔週金曜コメンテーター
- いま日本は（2014年4月19日、7月26日、BS朝日）コメンテーター
- ニュースなお金気になるマネー大公開SP（2014年4月20日、フジテレビ）宮迫博之とコンビで司会
- ごごネタ！ビューティーTV（2014年5月5日 - 9月29日、TBSテレビ）　ナビゲーター
- ワイドナショー・ワイドナB面（2014年5月18日・6月29日・10月19日、フジテレビ）コメンテーター
- いっぷく!（2014年7月3日・10月14日・28日・11月11日・25日・12月2日・16日・2015年1月6日・20日・2月3日・11日・17日・3月3日・17日・TBSテレビ）コメンテーター
- 人生が変わる1分間の深イイ話（日本テレビ）
  - セレブ妻は本当に幸せなのか？SP（2014年8月11日）
  - 傑作選（2014年9月20日）
- Live Nippon（2014年11月8日・12月27日、BS朝日）コメンテーター
- くりぃむVS林修!年越しクイズサバイバー（2014年12月31日、テレビ朝日）知識人チームの解答者
- 史上最強の女子会LIVE! NEWS女のミカタ（2015年2月28日、BSフジ）
- 出没!アド街ック天国～1000回記念!20年の秘蔵&衝撃映像SP～（2015年3月7日、テレビ東京）
- クイズプレゼンバラエティー Qさま!! 第二回学力王No.1決定戦SP（2015年3月23日 、テレビ朝日）
- 世紀の瞬間未解決事件（2015年3月29日、テレビ朝日）
- 爆報! THE フライデー あの美女は今…転身SP！ （2015年7月10日、TBSテレビ）
- 報道LIVE あさチャン!サタデー（2015年10月31日・11月14日・12月12日・26日・2016年1月30日・2月6日・2月27日・3月19日・3月26日・4月30日・7月9日・11月5日・TBSテレビ）
- クイズプレゼンバラエティー Qさま!! 学力女王No.1決定戦！芸術の秋スペシャル（2015年11月16日 、テレビ朝日）
- 報道ライブ MOVEUP22→報道ライブ INsideOUT （2016年4月4日 - 2018年3月27日、 BS11）月曜日・火曜日パーソナリティ
- 今を生きる・時代の先駆者たち 高将の名言 ホステス（2016年4月2日 - 9月24日、BSジャパン）
- バイキング（2016年7月29日・8月26日・9月16日・11月18日・2018年6月22日・8月17日・9月5日・9月14日・10月24日・11月16日・12月5日・12月14日・12月21日・2019年2月13日・3月1日・4月12日・4月19日・5月10日・5月24日・6月21日・7月12日・8月9日・9月20日・11月1日・12月6日・2020年1月31日・2月21日・3月13日・5月29日・6月12日、フジテレビ）コメンテーター
- 松平健・高将の名言（2016年10月2日 - 2017年4月30日、BSジャパン）進行
- 2020へ!東京大改造プロジェクト ～街はこうしてつくられる～（2017年3月12日、BSジャパン）
- 輝く!東海の企業たち!（2017年11月23日・2018年2月12日、メ～テレ）司会
- 荒俣宏エコスペシャル 豊かな海を取りもどせ!～鉄鋼スラグという名の海の救世主～（2017年11月26日、BSフジ）
- アップ!（2018年10月1日 - 、メ～テレ）水曜コメンテーター
- ビートたけしのTVタックル（2019年6月23日、テレビ朝日）

### ラジオ
- サンデークラシックアワーMY HEART STRINGS（2003年4月 - 2006年3月、TOKYO FM）ナビゲーター
- Jam the WORLD（J-WAVE）
  - 2006年4月5日 - 2011年9月28日：水曜日担当
  - 2011年10月7日 - 2012年9月28日：金曜日担当

### CM
- ハウス食品「こくまろカレー」（2011年2月21日 - 2012年1月） 栗山千明・有森也実と出演
- よりそいホットライン（2012年3月11日 - ） WebCM、AM FMラジオCM
- アデランス 「レディスアデランス 」オーダーメイド・ウィッグ『イヴフワト』（2014年3月1日 - ）
- 太陽生命保険

その他、全日本空輸の機内放送「ANAクラシックタイム」のナビゲーターなども務めた。

## テレビ東京時代の出演番組
| 期間       | 期間      | 番組名                     | 役職                        |
| ---------- | --------- | -------------------------- | --------------------------- |
| 1994年9月  | 1995年3月 | NEWSもぎたて朝一番         | サブ司会                    |
| 1995年4月  | 1996年3月 | TXNニュースワイド11        | メインキャスター            |
| 1995年4月  | 2003年3月 | 出没!アド街ック天国        | 秘書（アシスタント）        |
| 1996年4月  | 1996年9月 | こちらお天気情報部         | メインキャスター            |
| 1996年10月 | 1997年9月 | TXNニュース THIS EVENING   | 月 - 金曜日メインキャスター |
| 1997年10月 | 1998年9月 | 10時奥さまプラーザ         | レギュラー出演              |
| 1998年10月 | 2000年3月 | 素敵にワイド!ほっと10      | レギュラー出演              |
| 2000年10月 | 2003年3月 | 株式ワイドオープニングベル | 総合司会                    |

## 著作
- 「八塩圭子の山の手4区アド街ふう歩き方」（光文社）
- 「女性アナウンサーという生き方」（日経BP社）
- 「三十路の手習い」（日経BP社）
- 「八塩式マーケティング思考術」（日経BP社）
- 「視聴者のテレビ視聴行動とテレビ局選好の仕組み　―消費者行動論とブランド論による応用研究―」（法政大学大学院紀要第52号）
- 「多メディア環境下のテレビ視聴行動」（日経広告研究所報237号）
- 「多メディア時代のテレビ視聴行動―視聴番組数の増加と視聴行動の計画化・多様化―」（小川孔輔・岩崎達也と共著、法政大学イノベーション・マネジメント研究センターワーキング・ペーパーシリーズNO.49）
- 「テレビ視聴における態度形成とチャンネル選択行動：店舗内購買行動との概念比較」（日本マーケティング協会・マーケティング・ジャーナル2009－111）